# Manila
Manila (filippino nyelven: Lungsod ng Maynila) a Fülöp-szigetek fővárosa, az ország politikai, kormányzati, kereskedelmi, kulturális központja. A Manilai főegyházmegye érseki székvárosa. A teljes manilai agglomeráció lakossága meghaladja a 14 milliót. A város a Manila-öböl partján fekszik, egy földsávon.
Manila 16 további kisebb-nagyobb településsel alkotja a főváros teljes vonzáskörzetét.

## Földrajz
Manila a délkelet-ázsiai szigetvilághoz tartozó Fülöp-szigetek fővárosa. Luzon sziget délnyugati részén, a Dél-kínai-tengerhez tartozó Manila-öböl mentén, a Pasig-folyó torkolatában fekszik. A város fejlődésének csak a Pasig-folyó völgye kínált teret. Kelet felé való terjeszkedését a Központi-Kordillera akadályozza. A tengerszint felett 14 méter magasan fekvő város az örök nyár birodalma, bár a trópusi forróságot a tenger közelsége valamelyest mérsékli.

### Éghajlat
Az évi középhőmérséklet 26,5 °C. A legmelegebb hónap a május 28,5 °C-os, a leghidegebb pedig a január 24,6 °C-os középhőmérsékletével. Az évszakokat általában a szélirány, valamint a csapadék mennyisége határozza meg.
Az évi átlag 2123 milliméteres bőséges csapadékot legfőképp a délnyugati nyári monszun hozza, melynek fülledt, párás időszakában – június és október között – az esős napok száma akár a százat is eléri, és amelynek ellentéteként a november és április között uralkodó északkeleti monszun száraz időt hoz.
A monszunváltás időszakában keletkező tájfunok gyakran okoznak erős károkat.
| Hónap                                                            | Jan. | Feb. | Már. | Ápr. | Máj. | Jún. | Júl. | Aug. | Szep. | Okt. | Nov. | Dec. | Év   |
| ---------------------------------------------------------------- | ---- | ---- | ---- | ---- | ---- | ---- | ---- | ---- | ----- | ---- | ---- | ---- | ---- |
| Átlagos max. hőmérséklet (°C)                                    | 29,5 | 30,5 | 32,1 | 33,5 | 33,2 | 32,2 | 31,1 | 30,6 | 30,9  | 30,9 | 30,7 | 29,7 | 31,2 |
| Átlaghőmérséklet (°C)                                            | 26,5 | 27,2 | 28,5 | 29,9 | 30,0 | 29,2 | 28,5 | 28,1 | 28,2  | 28,2 | 27,1 | 26,2 | 28,1 |
| Átlagos min. hőmérséklet (°C)                                    | 18,5 | 20,8 | 25,9 | 26,2 | 26,7 | 26,2 | 25,8 | 25,5 | 25,5  | 25,5 | 24,9 | 23,9 | 24,6 |
| Átl. csapadékmennyiség (mm)                                      | 19   | 8    | 11   | 21   | 165  | 265  | 419  | 486  | 330   | 270  | 129  | 75   | 2198 |
| Havi napsütéses órák száma                                       | 186  | 197  | 217  | 270  | 217  | 150  | 124  | 124  | 120   | 155  | 150  | 155  | 2065 |
| Forrás: World Meteorological Organization, Hong Kong Observatory |      |      |      |      |      |      |      |      |       |      |      |      |      |

## Története
A 16. században Manila helyén egy Maynilad nevű tagalog törzs települése állt, ezt 1571-ben a spanyolok elfoglalták, és a Pasig-folyó déli partján, a torkolatnál felépítették az Intramuros nevű (falak között) erődvárost, amely három évvel később a spanyol koronához tartozó szigetvilág székhelye lett. Az India, Japán, Kína, Spanyolország és az Újvilág közötti kereskedelemben nagy szerepet játszott természetes kikötője mindaddig, amíg Szingapúr és Hongkong nem lett még Manilánál is jelentősebb kikötőváros.

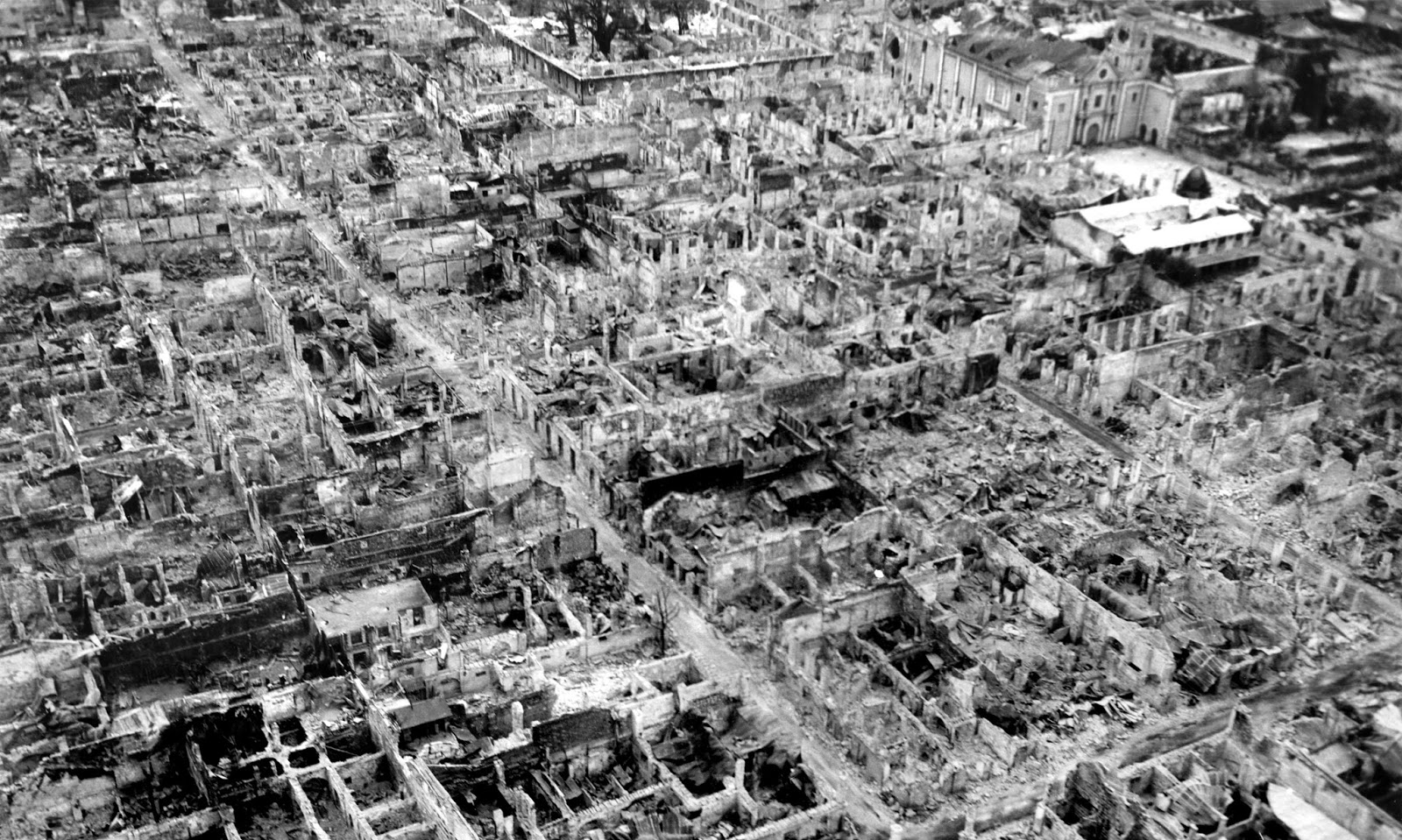
A város 1945-ben

A 19. század végén a spanyol uralom ellen fellázadt Fülöp-szigeteki felkelő csapatok megostromolták Manilát. 1898. május 1-jén volt a manilai csata napja: az amerikai flotta a manilai öbölben összecsapott a spanyol királyi flottával, és elsüllyesztették a hajók jelentős részét. A csata egyedülállónak tekinthető a hadtörténelemben, mivel az amerikaiaknak csak egy halottjuk volt a spanyolok több mint 500 halottjával szemben.[forrás?]
1902-ben az Egyesült Államok gyarmati központja lett. A második világháború idején japánok szállták meg az országot.
Manila 1946-ban függetlenné vált, és a Fülöp-szigetek fővárosa lett.
Imelda Marcos, aki 21 éven át volt a Fülöp-szigetek first ladyje, s férje az elnök Ferdinand Marcos révén jelentős befolyásra tett szert, s egyéni ambíciójától hajtva drága építkezésekbe fogott városszerte. Imelda giccses épületei még ma is meghatározzák a városképet.

## Gazdasága

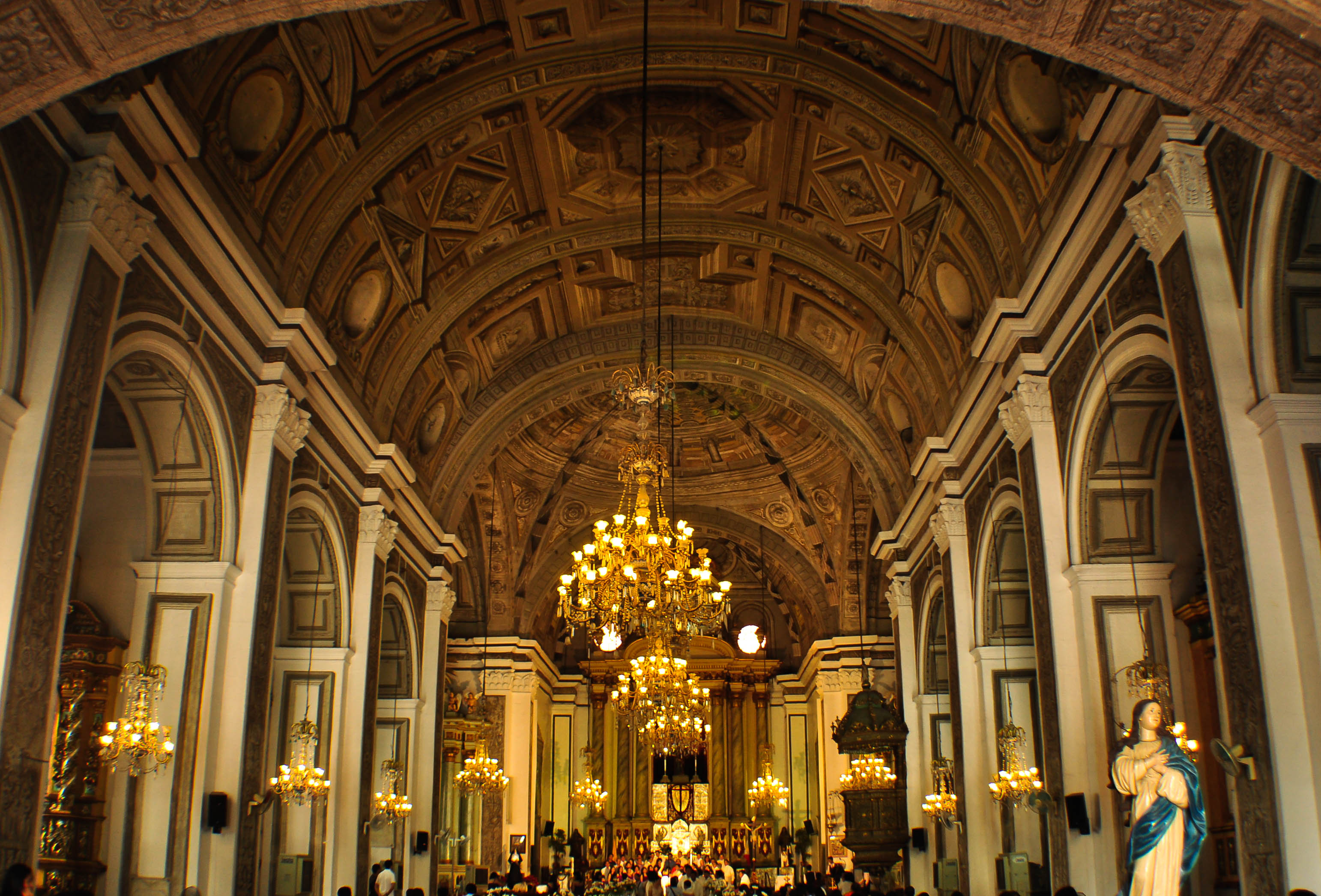
Szent Ágoston-templom

A város újabb ipari üzemeit a Nagy-Manilához tartozó – és a II. világháború után fejlődésnek indult – elővárosokba telepítették.
A környék mezőgazdasági jellegű települései közül leggyorsabban az 1930-as években alapított Quezon fejlődött, melynek ipari munkásságának háromnegyede a textiliparban dolgozik. A többieket a műanyag- és papíripari üzemek, valamint a mezőgazdasági termékeket feldolgozó gyárak foglalkoztatják.
A főváros nagy északi peremvárosa, Calookan jelentős könnyűipari központ, ahol kaucsuk-, gumi-, textil- és konfekcióipari üzemek működnek.
Az északi kikötő közelében fekvő Navotas és Malabon nehézipari központok, ahol acélgyár, elektrotechnikai, gumi- és festékipari üzemek működnek.
A déli kikötő környékén fekvő Pasay és Paranaque munkásainak több mint fele pedig a környék híres dohánygyáraiban dolgozik. Paranaque kézművesei pedig híresek csodálatos hímzéseikről.

## Népessége
Az ENSZ 2016-os becslése alapján az agglomeráció lakossága 2016-ban 13-14 millió fő volt.
Népességének változása (elővárosok nélkül):
| Lakosok száma | 219 928 | 623 492 | 983 906 | 1 330 788 | 1 479 116 | 1 601 234 | 1 654 761 | 1 660 714 | 1 652 171 | 1 846 513 |
|               | 1903    | 1939    | 1948    | 1970      | 1975      | 1990      | 1995      | 2007      | 2010      | 2020      |

## Nevezetességek
- Manila katedrális
- Szent Ágoston-templom
- Santiago erőd
- Intramuros - spanyol település

## Testvérvárosok
Manila testvérvárosai az alábbiak:
| - Acapulco, Mexikó - Asztana, Kazahsztán - Bangkok, Thaiföld - Peking, Kína - Bukarest, Románia - Cartagena, Kolumbia - Kanton, Kína - Haifa, Izrael - Havanna, Kuba | - Ho Si Minh-város, Vietnám - Honolulu, USA - Incshon, Dél-Korea - Jakarta, Indonézia - Jersey City, USA - Lima, Peru - Lyon, Franciaország - Madrid, Spanyolország - Málaga, Spanyolország | - Maui, Hawaii, USA - Mexikóváros, Mexikó - Montréal, Kanada - Moszkva, Oroszország - Delhi, India - Nizza, Franciaország - Oszaka, Japán - Sacramento, USA - San Francisco, USA | - Santiago de Chile, Chile - Seberang Perai, Malajzia - Sydney, Ausztrália - Tajcsung, Tajvan - Tajpej, Tajvan - Takacuki, Japán - Teherán, Irán - Winnipeg, Kanada - Jokohama, Japán |